# Кодрон C.510 Пеликан
Кодрон C.510 Пеликан (фр. Caudron C.510 Pélican) је француски једномоторни, четвороседи, једнокрилни висококрилни (парасол) авион, који се користио као лаки транспортни авион, између два светска рата и за време Другог светског рата.

## Пројектовање и развој
Авион Кодрон С.510 Пеликан пројектован је на бази и искуствима авиона Кодрон С.282/8. Имао је нешто веће димензије од њега док му је површина крила била мања за око 6%. Уместо мотора Renault 4Pdi снаге 120 KS, код С.510 је коришћен мотор Renault 4Pei снаге 140 KS. Прототип је први пут полетео у септембру 1934.

## Технички опис
Авион је био висококрилни једнокрилац (парасол) са једним мотором, дрвеном двокраком елисом, са једним чланом посаде (пилот) и три путника. Авион је био опремљен ваздухом хлађеним линијски мотор Renault 4Pei Bengal Junior снаге 140 KS. Авион је дрвене конструкције, конструкција трупа је решеткаста дрвена конструкција, неправилног правоугаоног попречног пресека обложена дрвеном лепенком. Носећа конструкција крила је од дрвета са две ремењаче предњи део крила је био обложен шпером, а остатак платном. Стајни трап је био фиксан потпуно направљен од металних профила са ниско притисним гумама (балонке).

### Варијанте авиона Кодрон С.510 Пеликан
- C.510 санитет - авион са повећаним вратима за унос носила за певоз 2 носила са рањеницима и 1 пратилац.
- C.510 турист - туристички авион са три путничка места.

## Земље које су користиле авион Кодрон С.510 Пеликан
- Белгијски Конго
- Француска
- Краљевина Југославија
- Нацистичка Немачка

## Оперативно коришћење
Укупно је направљено 62 примерака овог авиона. Авиони су углавном продати приватним лицима а служио је као авио такси, туристички авион за промотивне летове, транспортни авион за превоз поште и новина а француско ратно ваздухопловство је овај авион користило као санитетски авион за превоз рањених и повређених особа.

### Авион Кодрон С.510 Пеликан у Југославији
Средишна управа Краљевског југословенског Аероклуба „Наша крила” је 1937. године купила у Фрнцуској један авион Кодрон С.510 Пеликан регистарски број F-AOYD за потребе Обласног одбора Аероклуба Скопље. Тај авион је регистрован у Југославији са регистрацијом YU-PFH а крштен је именом "Скопље" 9.05.1937. године на Скопском аеродрому. Авион је коришћен за обуку и тренажу пилота и за промотивне летове који су прављени у циљу популаризације ваздухопловства. У очи Априлског рата авион је реквирирало Војно Ваздухопловство Краљевине Југославије (ВВКЈ) као и све остале авионе Аероклуба и коришћен је као авион за тренажу резервних војних пилота, транспортни и авион за везу. Судбина овог авиона у Априлском рату није позната.